# 코프리브니차크리제브치주

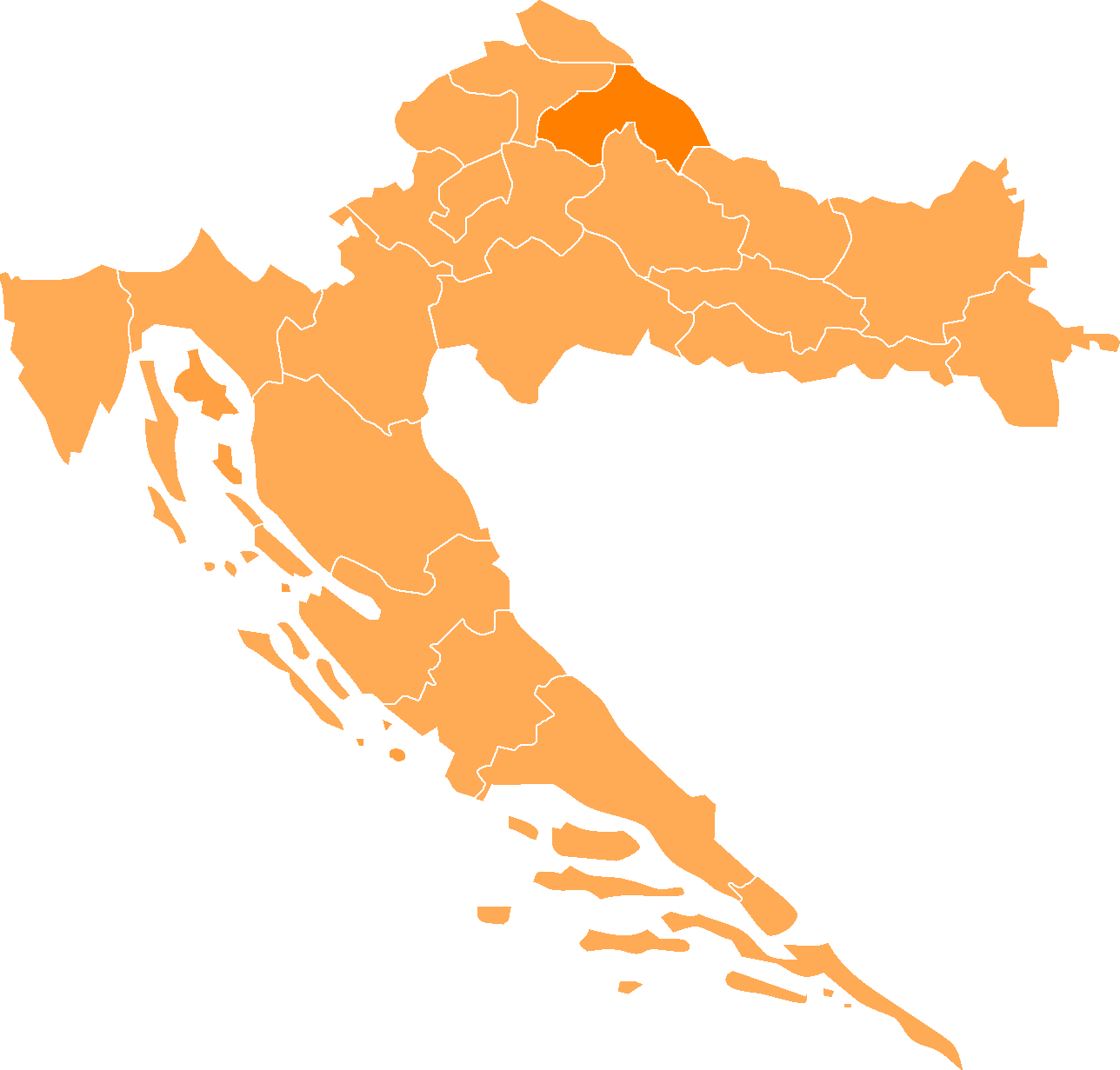
코프리브니차크리제브치주의 위치

코프리브니차크리제브치주(크로아티아어: Koprivničko-križevačka županija)는 크로아티아 북부에 위치한 주로 주도는 코프리브니차이며 면적은 1,746km2, 인구는 124,467명(2001년 기준), 인구 밀도는 71.3명/km2이다.
북쪽과 동쪽으로는 헝가리와 국경을 접하며 남동쪽으로는 비로비티차포드라비나주, 남쪽으로는 벨로바르빌로고라주, 남서쪽으로는 자그레브주, 서쪽으로는 바라주딘주, 북서쪽으로는 메지무레주와 접한다. 3개 시와 21개 지방 자치체를 관할하며 주 의회는 41개 의석으로 구성되어 있다.

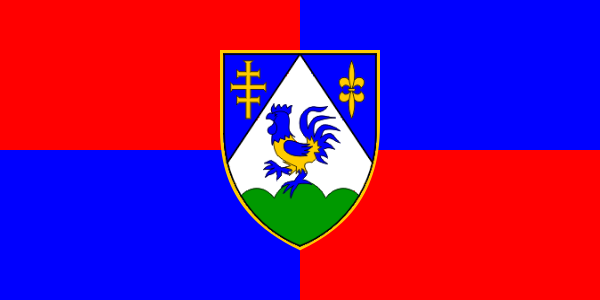
주기
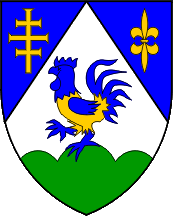
주 문장

## 인구
| 연도 | 인구    | ±%     |
| ---- | ------- | ------ |
| 1857 | 87,464  | —      |
| 1869 | 97,581  | +11.6% |
| 1880 | 105,529 | +8.1%  |
| 1890 | 121,772 | +15.4% |
| 1900 | 132,581 | +8.9%  |
| 1910 | 142,546 | +7.5%  |
| 1921 | 139,054 | −2.4%  |
| 1931 | 143,268 | +3.0%  |

| 연도 | 인구    | ±%    |
| ---- | ------- | ----- |
| 1948 | 140,565 | −1.9% |
| 1953 | 142,362 | +1.3% |
| 1961 | 143,019 | +0.5% |
| 1971 | 138,994 | −2.8% |
| 1981 | 133,790 | −3.7% |
| 1991 | 129,397 | −3.3% |
| 2001 | 124,467 | −3.8% |
| 2011 | 115,584 | −7.1% |